# فدریکو خوسید
فدریکو خوسید (اسپانیایی: Federico Jusid‎؛ زادهٔ ۲۷ آوریل ۱۹۷۳) آهنگساز، موسیقی‌دان و نوازنده پیانو اهل آرژانتین است.

## گزیدهٔ آثار

### سینما
- عبور از خط قرمز (۲۰۲۰)
- تابستانی که گذراندیم (۲۰۲۰)
- بازندگان قهرمان (۲۰۱۹)
- شبی دوازده‌ساله (۲۰۱۸)
- خود زندگی (۲۰۱۸)
- آدم‌ربایی (۲۰۱۷)
- تاج شکسته (۲۰۱۶)
- سوءرفتار (۲۰۱۶)
- خروج: خدایان و پادشاهان (۲۰۱۴)
- موج جنایت (۲۰۱۴)
- زندگی غیرمنتظره (۲۰۱۴)
- چهره پنهان (۲۰۱۱)
- راز چشمان آن‌ها (۲۰۰۹)
- اتاق فرما (۲۰۰۷)
- فرار (۲۰۰۱)

### تلویزیون
- سانتا اِویتا (۲۰۲۲)
- کارلوس، پادشاه امپراتور (۲۰۱۵)
- ایزابل (۲۰۱۴–۲۰۱۲)
- افسانه هیسپانیا (۲۰۱۱)